# Born Against
Born Against — американський хардкор-панк гурт із Нью-Йорка, який діяв між 1989 і 1993 роками.
Незважаючи на те, що за свого існування гурт Born Against привертав увагу ЗМІ хіба що завдяки своїм політичним ліворадикальним заявам, але після розпаду, гурт назвали «легендарним», такі медіа, як Chicago Reader і LA Weekly.

## Історія
Гурт Born Against був заснований на початку 1989 року гітаристом Адамом Натансоном, басистом Нілом Берком, вокалістом Семом Макфітерсом і барабанщиком Джоном Гузманом. У липні 1989 року Джона Гузмана замінив Найджел Шрайбер.
Цей склад записав демо-касету та трек для 7" збірника Murders Among Us, випущеного на лейблі Сема Макфітерса, Vermiform Records, перш ніж Ніл Берк і Найджел Шрайбер покинули гурт пізніше того ж року.
Born Against продовжуватиме страждати від змін у складі ритм-секції протягом усього свого існування.
У березні 1990 року гурт відновив повний склад, запросивши басиста Хав'єра Вільєгаса і барабанщика Дарріла Кахана. 
Гурт випустив свої перші два вінілові релізи:  
1. 7" сингл Eulogy / Riding With Mary (чий антирелігійний заголовний трек був присвячений Стіву Редді з незалежного лейбла Equal Vision Records),
2. 7" міні-альбом Born Against і кілька збірок.

Пізніше того ж року Дарріла Кахана замінив барабанщик Джон Гільц, і з огляду на постійні зміни ритм секції, цей склад протримався відносно довго.
Гурт багато гастролював і випустив дебютний альбом «Nine Patriotic Hymns for Children» на лейблі Vermiform у 1991 році. 
Хав'єр Вільєгас покинув гурт наприкінці 1991 року, і його замінив басист Брет Блу. Разом з Джоном Гільцом і Бретом Блу гурт Born Against продовжив свій тур, включаючи поїздку до Європи.
У цей час агресивні політичні ліворадикальні заяви гурту з критикою сучасників привернули до них увагу ЗМІ.
Гурт розпочав роботу над новою платівкою, яка була зупинена в липні 1992 року, коли Джон Гільц покинув гурт. 
У записі 10" альбому Battle Hymns of the Race War, брала участь барабанщиця Мелісса Йорк, хоча вона ніколи не виступала разом з гуртом наживо.
На початку 1993 року Натансон і Макфітерс переїхали до Джерсі-Сіті, Нью-Джерсі, і почали нову версію гурту з басистом Тоні Джой (учасник гуртів Moss Icon і Universal Order of Armageddon ) і барабанщиком Бруксом Хедлі (учасник гурту Universal Order of Armageddon). 
Незважаючи на те, що цей склад гурту проіснував лише сім місяців, це було плідне втілення гурту, оскільки вони продовжували гастролювати та випустили два спліта:
1. 7" спліт розділений з гуртом Screeching Weasel (у якому обидва гурти помінялися текстами),
2. 7" спліт розділений з гуртом Universal Order of Armageddon.

Їхнім останнім релізом став 8" спліт розділений з гуртом Man is the Bastard. Останній концерт Born Against відбувся в липні 1993 року.
Відтоді було випущено два посмертні компакт-диски, що містять увесь каталог «Born Against» (крім демонстраційної касети): «Patriotic Battle Hymns» (Nine Patriotic Hymns for Children, Battle Hymns of the Race War) та «The Rebel Sound of Shit and Failure» (з усіма іншими матеріалами). Спочатку ці записи були випущені на лейблі Vermiform, а потім були перевидані імпринтами Kill Rock Stars і Prank Records.

## Склад гурту
- Сем Макфітерс (Sam McPheeters) — вокал (1989–1993)
- Адам Натансон (Adam Nathanson) — гітара, вокал (1989–1993)
- Ніл Берк (Neil Burke) — бас, вокал (1989)
- Джон Гузман (John Guzman) — ударні (1989)
- Джордж (George) — ударні (1989)
- Найджел Шрайбер (Nigel Schreiber) — ударні (1989)
- Хав'єр Вільєгас (Javier Villegas) — бас, вокал (1990–1991)
- Деріл Кехан (Daryl Kahan) — ударні (1990)
- Джон Хілц (Jon Hiltz) — ударні (1990–1992)
- Брет Блю (Bret Blue) — бас, вокал (1991–1992)
- Мелісса Йорк (Melissa York) — ударні (1992)
- Тоні Джой (Tonie Joy) — бас, вокал (1993)
- Брукс Хедлі (Brooks Headley) — ударні (1993)

## Дискографія

### Студійні альбоми
- Nine Patriotic Hymns for Children LP (1991, Vermiform Records, later reissued by Prank Records and Kill Rock Stars)
- Battle Hymns of the Race War 10-inch (1993, Vermiform Records, later reissued by Prank Records and Kill Rock Stars)

### Мініальбоми і спліти
- Eulogy/Riding With Mary 7-inch (1990)
- Born Against 7-inch (1990)
- Born Against/Suckerpunch 8" flexi-disc split with Suckerpunch (1992, Ebullition Records)
- Born Against/Screeching Weasel split 7-inch/CD with Screeching Weasel (1993, Lookout! Records)
- Born Against/Universal Order of Armageddon split 7-inch with Universal Order of Armageddon (1993, Gravity Records)
- Born Against/Man Is the Bastard split 8" with Man Is the Bastard (1994)

### Збірні альбоми
- Patriotic Battle Hymns compilation CD/LP (1994, Vermiform Records, later reissued by Kill Rock Stars)
- The Rebel Sound of Shit and Failure compilation CD/LP (1995, Vermiform Records, later reissued by Kill Rock Stars)

### Збірні виступи
- Murders Among Us (1990, Combined Effort Records/Vermiform Records)
- Forever (Irate)
- Bllleeeeaaauuurrrrgghhh! (Slap-a-Ham)
- Our Voice, Pro Choice (Hands On)
- Give Me Back (1991, Ebullition Records)
- The Dignity of Human Being Is Vulnerable (1993, Anti War Action Records/De Konkurrent Records)
- God's Chosen People (Old Glory)